# Culture des tumulus
La culture des tumuli est une culture protohistorique caractérisée par la pratique de la sépulture par inhumation du corps des défunts qui s'est développée en Europe centrale à la période du bronze moyen, (environ : 1 600 - 1 200 ans av. J.-C.).

## Histoire

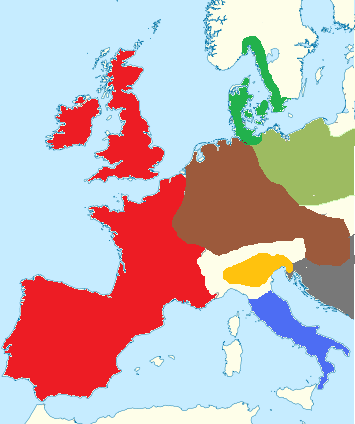
L'Europe de l'Âge du bronze moyen:
marron - Culture des tumuli
rouge - Culture occidentale
vert - Culture nordique
vert pâle - Culture Trzciniec
ocre - Culture padane
bleu - Culture apenninique
gris - Culture de l'Europe sud-orientale

En Europe centrale, la culture des tumuli suit immédiatement celle d'Unétice, se développant sur le même territoire au-delà de la Bavière et le Wurtemberg, s'étendant depuis le Rhin jusqu'aux Carpates occidentales, et depuis les Alpes jusqu'à la mer Baltique.
La culture des tumuli est suivie par celle des champs d'urnes au cours de l'époque du Bronze tardif qui marque le passage à la pratique de la crémation des défunts.

## Caractéristiques

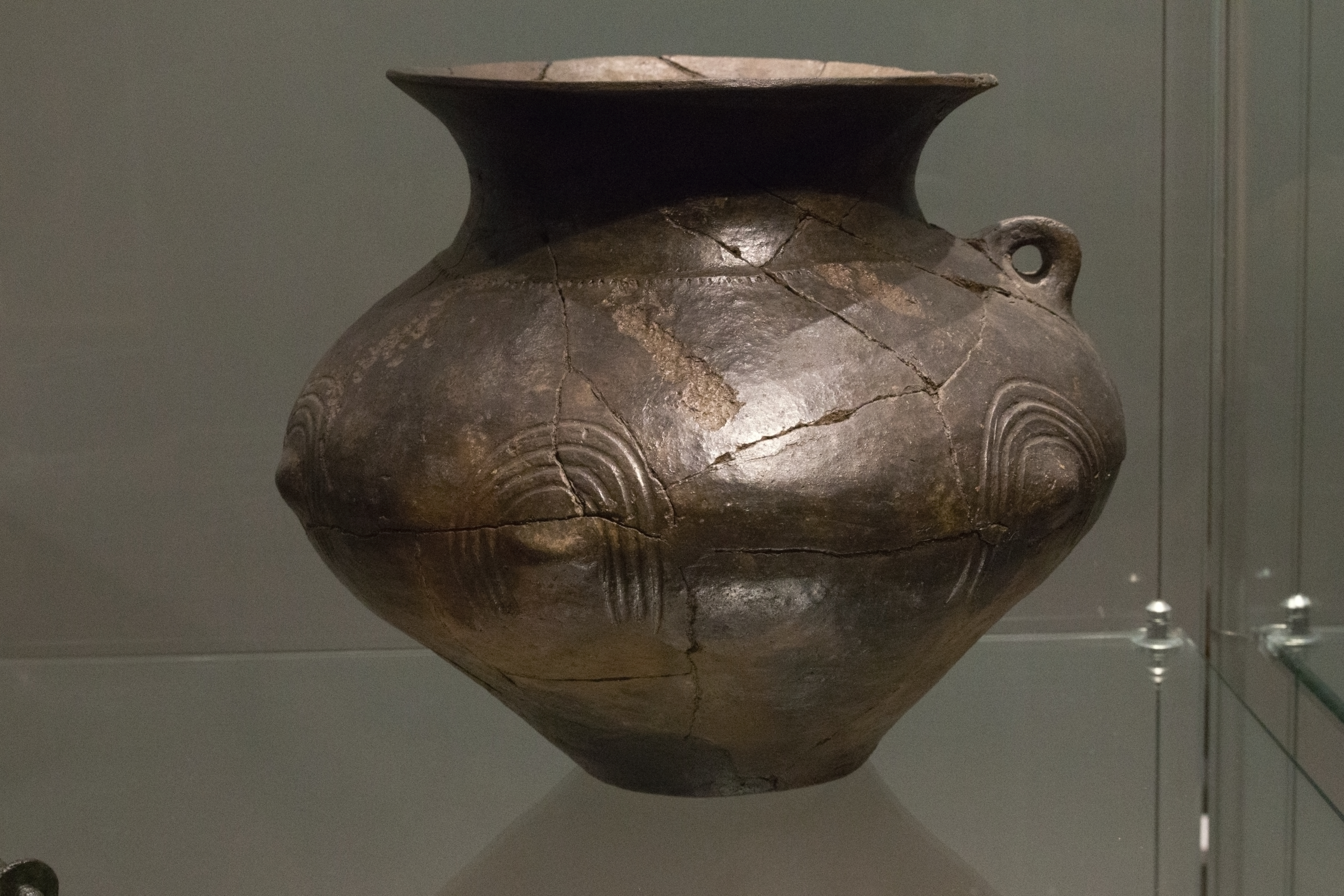
Poterie décorée de motifs. Artefact de culture des tumuli datée entre 1650 et 1250 ans av. J.-C.

La culture des tumuli est caractérisée par la pratique de la sépulture par inhumation du corps : le mort est inhumé dans une fosse creusée dans le sol et recouverte d'un tumulus, c'est-à-dire un monticule de terre de forme généralement circulaire ou ovale, édifié au-dessus de la sépulture qui pouvait être aussi bien individuelle que collective.
Les tombes étaient parfois édifiées à l'aide de plaques de pierre, d'abord brutes puis progressivement équerrées. Les archéologues y ont trouvé des restes osseux d'animaux probablement issus de sacrifices ainsi que d'autres objets d'usage quotidien.

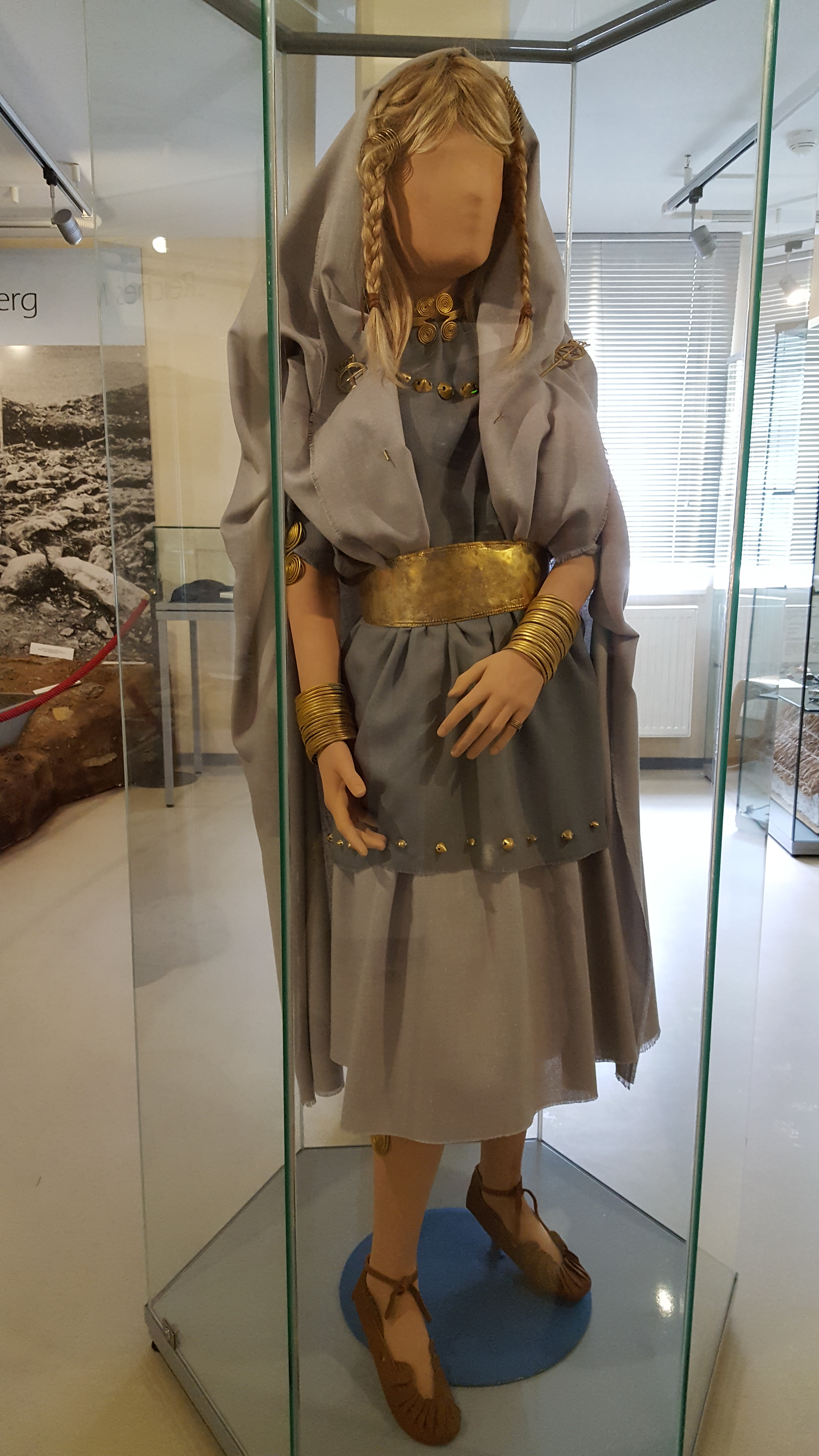
Reconstitution de la femme de Molzbach (Hesse)

Pendant cette période, l'usage du bronze se généralise avec la production de pièces en série à l'aide de moules en pierre. La métallurgie prend une importance économique fondamentale car elle permet d'améliorer l'armement et l'outillage. En outre, les décorations métalliques commencent à proliférer.
Les habitats sont vastes et situés dans les hauteurs comme les sommets de collines, assumant des fonctions de défense naturelle. Parfois, ils sont entourés de murs en bois et pierre avec un ou plusieurs fossés. Les cabanes qui pour la plupart ont une forme rectangulaire ou trapézoïdale sont construites en bois et en autres matériaux périssables.